# 索尔莫沃区
索尔莫沃区 (俄语：Со́рмовский райо́н)，是俄罗斯联邦下诺夫哥罗德的八个城区之一。为工业区。人口：2010年人口168,761；2002年人口177,940；1989年人口185,994。

## 历史
1542年当地有了索尔莫沃村。1849年建立了索尔莫沃工厂，即现在的红色索尔莫沃造船厂。1929年该地并入高尔基市。

## 索尔莫沃机场
索尔莫沃机场是索科尔飞机制造厂的附属机场，跑道长3000米。 